# Burg Krummesse
Die Burg Krummesse liegt im Lübecker Ortsteil des lauenburgischen Dorfes Krummesse und ist die einzige mittelalterliche Turmhügelburg (Motte) im heutigen Stadtgebiet der Hansestadt.

## Beschreibung
Die ehemalige Burg Krummesse ist ein eingetragenes Kulturdenkmal und liegt westlich des Elbe-Lübeck-Kanals auf dem halben Wege zwischen den Hofanlagen des neuzeitlichen Lübecker Stadtgutes Krummesse und der Kanalbrücke. Im Mittelalter kreuzten sich hier, an einem strategisch wichtigen Punkt außerhalb der Lübecker Landwehr, bereits die Landstraße von Lübeck über Trittau nach Hamburg mit dem Stecknitzkanal. Der Burghügel mit einem Durchmesser von ca. 80 m hat sich, wenn auch beschädigt, bis heute erhalten und ist hinter einer Einfamilienhausbebauung noch deutlich erkennbar. Er ist von Gräben und verlandeten Flachgewässern umgeben. Die Burg Krummesse war Sitz der Ritter von Krummesse, die zu den einflussreichsten ritterschaftlichen Familien des Mittelalters im Herzogtum Sachsen-Lauenburg gehörten und nach 1200 wohl aus dem Raum Verden ins Lauenburgische kam. Als mittelalterlicher Adelssitz wird die Burg mit der Müggenburg bei Salem, dem Sitz der lauenburgischen Ritter von Hasenkop, verglichen. Die Wasserburg wurde im Dreißigjährigen Krieg zerstört und durch den frühneuzeitlichen Gutshof westlich davon ersetzt. Der Bergfried soll in Mauerresten im 19. Jahrhundert noch vorhanden gewesen sein.

## Die Ritter von Krummesse
Die Ritter von Krummesse, die zeitweilig das Amt des Mundschenken der Herzöge von Sachsen-Lauenburg bekleideten, sind durch zahlreiche Urkunden des Mittelalters überliefert, so als Zeugen des Landfriedensvertrages von 1281 und als Vertreter des Herzogs von Sachsen-Lauenburg bei der Kaiserwahl 1308 in Worms. Entsprechend ihrer persönlichen politischen Bedeutung und der geografischen Lage der Burg gehörte die Burganlage zu den größeren nordelbischen Burganlagen des Mittelalters und der zugehörige landwirtschaftliche Grundbesitz bestand neben erheblichen Streuflächen in Lauenburg zeitweilig aus den weiteren Gütern bzw. Dörfern Stochelsdorp und Niemark (1237) und nach 1300 auch Kastorf, der Beidendorfer See, Kronsforde, Bliestorf, Grinau, Schenkenberg, Schretstaken und Petzeke bei Mölln.
Ab dem Jahr 1366 verlor die Familie, wohl durch Erbteilungen geschwächt, an politischem wie wirtschaftlichem Einfluss und gab zunehmend Flächen an die Hansestadt Lübeck und deren Patrizierfamilien Crispin, Darsow und später die von Wickede ab, die so gegen den erbitterten Widerstand des Herzogs die Herrschaft über Krummesse für Lübeck erlangten. Diese wurde erst 1747 im Zuge des Vergleichs über die Möllner Pertinenzien zwischen Lübeck und Kurhannover dauerhaft anerkannt.